# Nicolaas Heinsius

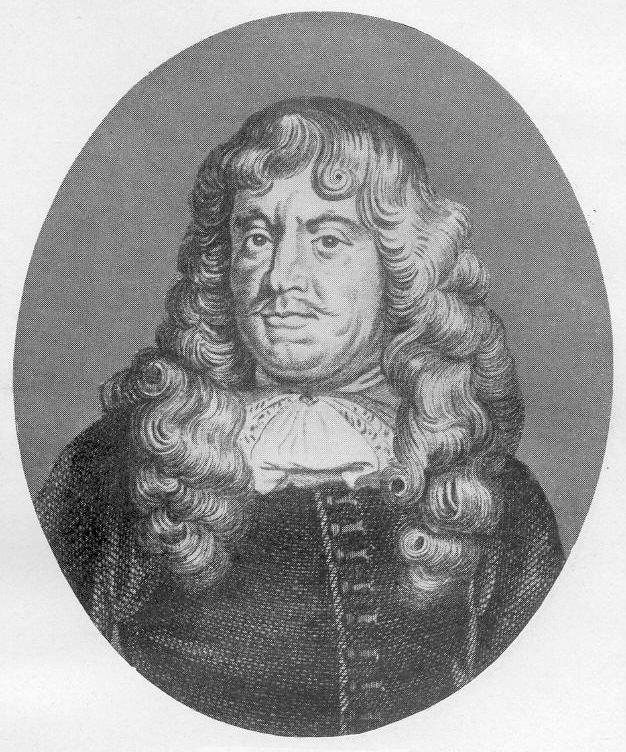
Nicolaas Heinsius.

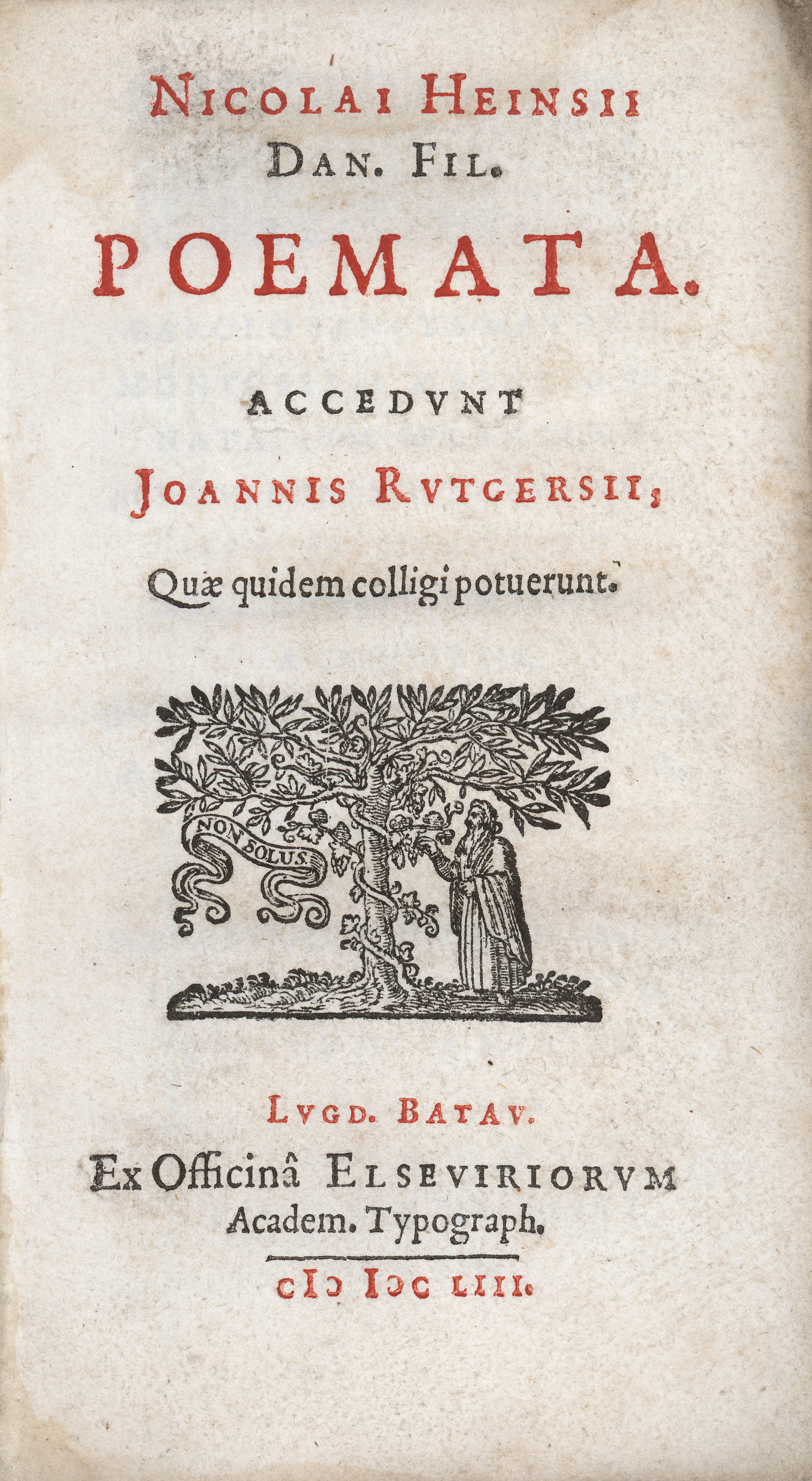
Poemata (1653)

Nicolaas (of Nicolaus) Heinsius (de oudere) (Leiden, 20 juli 1620 – Den Haag, 7 oktober 1681) was classicus en dichter. Hij bezocht alle belangrijke bibliotheken in Europa, en beschikte uiteindelijk over de grootste particuliere bibliotheek in Europa op het gebied van klassieke literatuur. Heinsius was een geniaal tekstcritikus en uitgever van Claudianus, Ovidius (zijn belangrijkste werk), Vergilius, Prudentius, Velleius en Valerius Flaccus. 

## Leven
Heinsius studeerde aan de Universiteit van Leiden bij zijn vader Daniel Heinsius en in 1637 trok hij de aandacht met zijn gedicht Breda expugnata (Het ontzet van Breda).  In 1642 bezocht hij Engeland, maar werd niet goed ontvangen door zijn vakbroeders. Hij reisde naar Spa vanwege zijn gezondheid en trok vervolgens naar Leuven, Brussel, Mechelen, Antwerpen. Hij reisde al spoedig door naar Parijs om alle klassieke teksten te bestuderen die hij in handen kon krijgen. Hij bracht lange tijd door in Florence om Ovidius uit te geven. Heinsius had in Venetië goede contacten met Jan Reynst, Michiel Hinloopen, kunstverzamelaars. 
Heinsius trok op verzoek van Christina van Zweden, naar Stockholm. Daar kreeg hij de opdracht haar bibliotheek te reorganiseren, samen met Isaac Vossius, die de Griekse literatuur onder zijn hoede nam. Door een meningsverschil met Claude Saumaise over een publicatie van John Milton vertrok hij in 1651 overhaast. Vossius en Heinsius reisden door Frankrijk en Italië om belangrijke verzamelingen boeken en munten op te kopen. De ontwikkelde Christina deed in 1654 afstand van de Zweedse troon en vestigde zich tijdelijk in Antwerpen. Heinsius kreeg in 1654 een aanstelling als resident in Stockholm en in 1656 een aanstelling als stadshistoricus in Amsterdam. Hij reisde als diplomaat naar Zweden in 1660, Oost-Friesland, Moskou (1669) en Bremen (1672). 
Heinsius had twee zonen, Daniel (Gorinchem, 1665-?) en Nicolaes Heinsius (de jongere), verwekt bij Margareta Wullen, de dochter van een Lutherse predikant in Stockholm, die zich in Amsterdam als naaktmodel opwierp. Vossius waarschuwde zijn vriend in 1656 en Heinsius weigerde de mooie en intelligente vrouw te trouwen. Daartoe werd hij echter gedwongen door de rechter in 1665, na een proces dat acht jaar duurde. De zonen zijn wettelijk geëcht, maar Heinsius jr leidde een zwervend bestaan. In 1679 arriveerde jr in Rome en is benoemd tot lijfarts van Christina van Zweden.
In 1668 kreeg Heinsius bezoek van Cosimo III de' Medici en Lorenzo Magalotti, de secretaris van de Accademia del Cimento. Andere geleerden met wie hij betrekkingen onderhield waren Petrus Francius, Jacobus Tollius, Jacob Perizonius, Johannes Georgius Graevius, Adriaan Beverland en Johann Friedrich Gronovius. Heinsius sr woonde vanaf 1675 in Vianen op zijn buiten, maar verwisselde zijn werkruimte met Den Haag.

## Nalatenschap
In 1682 werd zijn bibliotheek, bestaande uit bijna 13.000 boeken over uiteenlopende onderwerpen, geveild. De catalogus Bibliotheca Heinsiana sive catalogus librorum, quos, magno studio, & sumtu, dum viveret, collegit werd een van de meest geraadpleegde boeken in de 17e eeuw.
Vele brieven van en aan Heinsius zijn bewaard gebleven. Twaalf Latijnse brieven uit de periode 1635-1637, die Henrick Ploos van Amstel (1618-1639) schreef aan zijn vriend Nicolaas Heinsius, werden in 2007 uitgegeven. Deze brieven geven een beeld van het leven en denken van twee bevriende studenten in de Gouden Eeuw.